# 熊田喜則
熊田 喜則（くまだ よしのり、1961年8月25日 - ）は、日本の元サッカー選手、サッカー指導者。

## 来歴
福島県東白川郡出身。福島県立棚倉高校サッカー部、三菱養和サッカークラブ、全日空横浜サッカークラブで選手として活躍。その後、コーチ・監督として、多くのサッカークラブ、高校、大学での指導にあたる。
大阪学院大学監督時代は在任3年間でチームを1部に昇格させ、石櫃洋祐、佐々木勇人らを育てた。そして、20人以上をJリーグに送り込んでいる。
2010年大慶大学サッカー部監督（韓国）のときは、全国大会出場を達成。
2011年8月ミャンマー女子代表監督に就任。
2012年U-19 AFC WOMEN'S CHAMPIONSHIP 予選、プレーオフで「タイ」に勝ち、U-19 AFC WOMEN'S CHAMPIONSHIPに出場を決める。この大会が、2014 U-20 FIFA WOMEN'S ワールドカップへと続く。[:en]
2012年の実績が評価され、ASEANサッカー女子最優秀監督賞を受賞した。
2013年12月、東南アジア競技大会（SEA GAMES:South East Asian Game)でサッカーミャンマー女子代表3位入賞、銅メダルを獲得。
2014年10月より前田浩二の後任としてINAC神戸レオネッサ監督に就任した。熊田はINAC神戸レオネッサ監督就任にあたり、ミャンマー女子代表監督の契約を中途で打ち切る措置を執った。
2015年4月より明治国際医療大学女子サッカー部監督就任
2015年7月京都紫光クラブ（明治国際医療大学提携クラブ）全日本女子サッカー（皇后杯）兼京都女子サッカー選手権大会（準優勝）
2015年11月　京都紫光クラブ（明治国際医療大学提携クラブ）関西女子サッカーリーグ（5位）
2016年6月　明治国際医療大学関西学生女子サッカー春季2部（3位）、11月 関西学生女子サッカー秋季2部（準優勝）、1-2部入替戦（明治国際医療大学1vs3 大阪国際大学）
2017年6月　関西学生女子サッカー春季2部（優勝）秋季1部自動昇格、11月 関西学生女子サッカー秋季1部（3位）、全日本大学女子サッカー選手権大会（初出場）
2018年　NGUラブリッジ名古屋監督就任
2020年2月　オルカ鴨川FC監督就任
2021年　履正社医療スポーツ専門学校講師就任
2022年　相生学院高等学校サッカー部コーチ就任

## 資格
- CBFブラジルサッカー協会公認サッカーライセンス (1992年)
- JFA 公認S級コーチ (2004年)

## 所属クラブ
- 福島県立棚倉高等学校
- 1980年 - 1986年 三菱養和サッカークラブ
- 1986年 - 1989年 全日空横浜サッカークラブ
- 1990年 - 1992年 横浜サッカー&カルチャークラブ

## 指導歴
- 1983年 - 1986年  三菱養和サッカークラブ：コーチ
- 1986年 - 1989年  全日空横浜サッカークラブ：テクニカルスタッフ
- 1989年 - 1990年  桐蔭学園高等学校サッカー部：コーチ
- 1990年 - 1997年  CYD フットボールクラブ：コーチ
- 1997年 - 1998年  福島FC：アシスタントコーチ
- 1998年 - 2007年  大阪学院大学サッカークラブ：監督
- 2007年 - 2010年  ウィザス高等学校
- 2010年  大慶大学校サッカー部：コーチ
- 2011年  FC KOREA：テクニカル・アドバイザー
- 2011年8月 - 2014年  ミャンマー女子代表：監督
- 2014年10月 - 12月  INAC神戸レオネッサ：監督
- 2015年4月 - 2017年  明治国際医療大学女子サッカー部：監督
- 2018年 - 2019年  NGUラブリッジ名古屋：監督
- 2020年  オルカ鴨川FC：監督
- 2022年  相生学院高等学校サッカー部：コーチ